# Gas (Eure-et-Loir)
Gas é uma comuna francesa na região administrativa do Centro-Vale do Loire, no departamento de Eure-et-Loir. Estende-se por uma área de 11.97 km². Em 2010 a comuna tinha 810 habitantes (densidade: 67,7 hab./km²).